# 1991年のアメリカンリーグチャンピオンシップシリーズ
1991年の野球において、メジャーリーグベースボール（MLB）のポストシーズンは10月8日に開幕した。アメリカンリーグの第23回リーグチャンピオンシップシリーズ（23rd American League Championship Series、以下「リーグ優勝決定戦」と表記）は、同日から13日にかけて計5試合が開催された。その結果、ミネソタ・ツインズ（西地区）がトロント・ブルージェイズ（東地区）を4勝1敗で下し、4年ぶり6回目のリーグ優勝およびワールドシリーズ進出を果たした。
両球団がリーグ優勝決定戦で対戦するのはこれが初めて。この年のレギュラーシーズンでは両球団は12試合対戦し、ブルージェイズが8勝4敗と勝ち越していた。両球団ともドーム球場を本拠地にしているため、今シリーズはポストシーズン史上初の全試合ドーム開催となった。このうち、ブルージェイズ本拠地スカイドームでの3試合はツインズが全勝した。敵地で3勝は、リーグ優勝決定戦では過去に例がない。シリーズMVPには、第5戦の8回表に勝ち越し・決勝の適時打を放つなど、5試合で打率.429・2本塁打・6打点・OPS 1.197という成績を残したツインズのカービー・パケットが選出された。このあとツインズは、ワールドシリーズでもナショナルリーグ王者アトランタ・ブレーブスを4勝3敗で下し、4年ぶり3回目の優勝を成し遂げた。

## 試合結果
1991年のアメリカンリーグ優勝決定戦は10月8日に開幕し、途中に移動日を挟んで6日間で5試合が行われた。日程・結果は以下の通り。
| 日付                                              | 試合  | ビジター球団（先攻）     | スコア | ホーム球団（後攻）       | 開催球場                                   | 開催球場                                                 |
| ------------------------------------------------- | ----- | ------------------------ | ------ | ------------------------ | ------------------------------------------ | -------------------------------------------------------- |
| 10月08日（火）                                    | 第1戦 | トロント・ブルージェイズ | 4－5   | ミネソタ・ツインズ       | ヒューバート・H・ ハンフリー・メトロドーム | ヒューバート・H・ · ハンフリー・メトロドームスカイドーム |
| 10月09日（水）                                    | 第2戦 | トロント・ブルージェイズ | 5－2   | ミネソタ・ツインズ       | ヒューバート・H・ ハンフリー・メトロドーム | ヒューバート・H・ · ハンフリー・メトロドームスカイドーム |
| 10月10日（木）                                    |       | 移動日                   | 移動日 | 移動日                   |                                            | ヒューバート・H・ · ハンフリー・メトロドームスカイドーム |
| 10月11日（金）                                    | 第3戦 | ミネソタ・ツインズ       | 3－2   | トロント・ブルージェイズ | スカイドーム                               | ヒューバート・H・ · ハンフリー・メトロドームスカイドーム |
| 10月12日（土）                                    | 第4戦 | ミネソタ・ツインズ       | 9－3   | トロント・ブルージェイズ | スカイドーム                               | ヒューバート・H・ · ハンフリー・メトロドームスカイドーム |
| 10月13日（日）                                    | 第5戦 | ミネソタ・ツインズ       | 8－5   | トロント・ブルージェイズ | スカイドーム                               | ヒューバート・H・ · ハンフリー・メトロドームスカイドーム |
| 優勝：ミネソタ・ツインズ（4勝1敗 / 4年ぶり6度目） |       |                          |        |                          |                                            | ヒューバート・H・ · ハンフリー・メトロドームスカイドーム |

### 第1戦 10月8日
- ヒューバート・H・ハンフリー・メトロドーム（アメリカ合衆国ミネソタ州ミネアポリス）

|                          | 1 | 2 | 3 | 4 | 5 | 6 | 7 | 8 | 9 | R | H  | E |
| ------------------------ | - | - | - | - | - | - | - | - | - | - | -- | - |
| トロント・ブルージェイズ | 0 | 0 | 0 | 1 | 0 | 3 | 0 | 0 | 0 | 4 | 9  | 3 |
| ミネソタ・ツインズ       | 2 | 2 | 1 | 0 | 0 | 0 | 0 | 0 | X | 5 | 11 | 0 |

1. 勝利：ジャック・モリス（1勝）
2. セーブ：リック・アギレラ（1S）
3. 敗戦：トム・キャンディオッティ（1敗）
4. 審判
［球審］ラリー・バーネット
［塁審］一塁: マーク・ジョンソン、二塁: ロッキー・ロー、三塁: ティム・ウェルキー
［外審］左翼: マイク・ライリー、右翼: ジム・マッキーン
5. 試合開始時刻: 中部夏時間（UTC-5）午後7時41分  試合時間: 3時間17分  観客: 5万4766人
詳細: Baseball-Reference.com

| トロント・ブルージェイズ | トロント・ブルージェイズ | トロント・ブルージェイズ | トロント・ブルージェイズ | トロント・ブルージェイズ | ミネソタ・ツインズ | ミネソタ・ツインズ | ミネソタ・ツインズ | ミネソタ・ツインズ | ミネソタ・ツインズ |
| ------------------------ | ------------------------ | ------------------------ | ------------------------ | --- | ------------------ | ------------------ | ------------------ | ------------------ | --- |
| 打順                     | 守備                     | 選手                     | 打席                     | T・キャンディオッティP・ボーダーズJ・オルルドR・アロマーK・グルーバーM・リーC・マルドナードD・ホワイトJ・カーターR・マリニクス | 打順               | 守備               | 選手               | 打席               | J・モリスB・ハーパーK・ハーベックC・ノブロックM・パグリア · ルーロG・ギャグニーD・グラッデンK・パケットS・マックC・デービス |
| 1                        | 中                       | D・ホワイト              | 両                       | T・キャンディオッティP・ボーダーズJ・オルルドR・アロマーK・グルーバーM・リーC・マルドナードD・ホワイトJ・カーターR・マリニクス | 1                  | 左                 | D・グラッデン      | 右                 | J・モリスB・ハーパーK・ハーベックC・ノブロックM・パグリア · ルーロG・ギャグニーD・グラッデンK・パケットS・マックC・デービス |
| 2                        | 二                       | R・アロマー              | 両                       | T・キャンディオッティP・ボーダーズJ・オルルドR・アロマーK・グルーバーM・リーC・マルドナードD・ホワイトJ・カーターR・マリニクス | 2                  | 二                 | C・ノブロック      | 右                 | J・モリスB・ハーパーK・ハーベックC・ノブロックM・パグリア · ルーロG・ギャグニーD・グラッデンK・パケットS・マックC・デービス |
| 3                        | 右                       | J・カーター              | 右                       | T・キャンディオッティP・ボーダーズJ・オルルドR・アロマーK・グルーバーM・リーC・マルドナードD・ホワイトJ・カーターR・マリニクス | 3                  | 中                 | K・パケット        | 右                 | J・モリスB・ハーパーK・ハーベックC・ノブロックM・パグリア · ルーロG・ギャグニーD・グラッデンK・パケットS・マックC・デービス |
| 4                        | 一                       | J・オルルド              | 左                       | T・キャンディオッティP・ボーダーズJ・オルルドR・アロマーK・グルーバーM・リーC・マルドナードD・ホワイトJ・カーターR・マリニクス | 4                  | 一                 | K・ハーベック      | 左                 | J・モリスB・ハーパーK・ハーベックC・ノブロックM・パグリア · ルーロG・ギャグニーD・グラッデンK・パケットS・マックC・デービス |
| 5                        | 三                       | K・グルーバー            | 右                       | T・キャンディオッティP・ボーダーズJ・オルルドR・アロマーK・グルーバーM・リーC・マルドナードD・ホワイトJ・カーターR・マリニクス | 5                  | DH                 | C・デービス        | 両                 | J・モリスB・ハーパーK・ハーベックC・ノブロックM・パグリア · ルーロG・ギャグニーD・グラッデンK・パケットS・マックC・デービス |
| 6                        | 左                       | C・マルドナード          | 右                       | T・キャンディオッティP・ボーダーズJ・オルルドR・アロマーK・グルーバーM・リーC・マルドナードD・ホワイトJ・カーターR・マリニクス | 6                  | 捕                 | B・ハーパー        | 右                 | J・モリスB・ハーパーK・ハーベックC・ノブロックM・パグリア · ルーロG・ギャグニーD・グラッデンK・パケットS・マックC・デービス |
| 7                        | DH                       | R・マリニクス            | 左                       | T・キャンディオッティP・ボーダーズJ・オルルドR・アロマーK・グルーバーM・リーC・マルドナードD・ホワイトJ・カーターR・マリニクス | 7                  | 右                 | S・マック          | 右                 | J・モリスB・ハーパーK・ハーベックC・ノブロックM・パグリア · ルーロG・ギャグニーD・グラッデンK・パケットS・マックC・デービス |
| 8                        | 捕                       | P・ボーダーズ            | 右                       | T・キャンディオッティP・ボーダーズJ・オルルドR・アロマーK・グルーバーM・リーC・マルドナードD・ホワイトJ・カーターR・マリニクス | 8                  | 三                 | M・パグリアルーロ  | 左                 | J・モリスB・ハーパーK・ハーベックC・ノブロックM・パグリア · ルーロG・ギャグニーD・グラッデンK・パケットS・マックC・デービス |
| 9                        | 遊                       | M・リー                  | 両                       | T・キャンディオッティP・ボーダーズJ・オルルドR・アロマーK・グルーバーM・リーC・マルドナードD・ホワイトJ・カーターR・マリニクス | 9                  | 遊                 | G・ギャグニー      | 右                 | J・モリスB・ハーパーK・ハーベックC・ノブロックM・パグリア · ルーロG・ギャグニーD・グラッデンK・パケットS・マックC・デービス |
| 先発投手                 | 先発投手                 | 先発投手                 | 投球                     | T・キャンディオッティP・ボーダーズJ・オルルドR・アロマーK・グルーバーM・リーC・マルドナードD・ホワイトJ・カーターR・マリニクス | 先発投手           | 先発投手           | 先発投手           | 投球               | J・モリスB・ハーパーK・ハーベックC・ノブロックM・パグリア · ルーロG・ギャグニーD・グラッデンK・パケットS・マックC・デービス |
| T・キャンディオッティ    | T・キャンディオッティ    | T・キャンディオッティ    | 右                       | T・キャンディオッティP・ボーダーズJ・オルルドR・アロマーK・グルーバーM・リーC・マルドナードD・ホワイトJ・カーターR・マリニクス | J・モリス          | J・モリス          | J・モリス          | 右                 | J・モリスB・ハーパーK・ハーベックC・ノブロックM・パグリア · ルーロG・ギャグニーD・グラッデンK・パケットS・マックC・デービス |

### 第2戦 10月9日
- ヒューバート・H・ハンフリー・メトロドーム（アメリカ合衆国ミネソタ州ミネアポリス）

|                          | 1 | 2 | 3 | 4 | 5 | 6 | 7 | 8 | 9 | R | H | E |
| ------------------------ | - | - | - | - | - | - | - | - | - | - | - | - |
| トロント・ブルージェイズ | 1 | 0 | 2 | 0 | 0 | 0 | 2 | 0 | 0 | 5 | 9 | 0 |
| ミネソタ・ツインズ       | 0 | 0 | 1 | 0 | 0 | 1 | 0 | 0 | 0 | 2 | 5 | 1 |

1. 勝利：フアン・グーズマン（1勝）
2. セーブ：デュアン・ウォード（1S）
3. 敗戦：ケビン・タパーニ（1敗）
4. 審判
［球審］マーク・ジョンソン
［塁審］一塁: ロッキー・ロー、二塁: ティム・ウェルキー、三塁: マイク・ライリー
［外審］左翼: ジム・マッキーン、右翼: ラリー・バーネット
5. 試合開始時刻: 中部夏時間（UTC-5）午後2時8分  試合時間: 3時間2分  観客: 5万4816人
詳細: Baseball-Reference.com

| トロント・ブルージェイズ | トロント・ブルージェイズ | トロント・ブルージェイズ | トロント・ブルージェイズ | トロント・ブルージェイズ                                                                                               | ミネソタ・ツインズ | ミネソタ・ツインズ | ミネソタ・ツインズ | ミネソタ・ツインズ | ミネソタ・ツインズ |
| ------------------------ | ------------------------ | ------------------------ | ------------------------ | --- | ------------------ | ------------------ | ------------------ | ------------------ | --- |
| 打順                     | 守備                     | 選手                     | 打席                     | J・グーズマンP・ボーダーズJ・オルルドR・アロマーK・グルーバーM・リーC・マルドナードD・ホワイトJ・カーターR・マリニクス | 打順               | 守備               | 選手               | 打席               | K・タパーニB・ハーパーK・ハーベックC・ノブロックM・パグリア · ルーロG・ギャグニーD・グラッデンK・パケットS・マックC・デービス |
| 1                        | 中                       | D・ホワイト              | 両                       | J・グーズマンP・ボーダーズJ・オルルドR・アロマーK・グルーバーM・リーC・マルドナードD・ホワイトJ・カーターR・マリニクス | 1                  | 左                 | D・グラッデン      | 右                 | K・タパーニB・ハーパーK・ハーベックC・ノブロックM・パグリア · ルーロG・ギャグニーD・グラッデンK・パケットS・マックC・デービス |
| 2                        | 二                       | R・アロマー              | 両                       | J・グーズマンP・ボーダーズJ・オルルドR・アロマーK・グルーバーM・リーC・マルドナードD・ホワイトJ・カーターR・マリニクス | 2                  | 二                 | C・ノブロック      | 右                 | K・タパーニB・ハーパーK・ハーベックC・ノブロックM・パグリア · ルーロG・ギャグニーD・グラッデンK・パケットS・マックC・デービス |
| 3                        | 右                       | J・カーター              | 右                       | J・グーズマンP・ボーダーズJ・オルルドR・アロマーK・グルーバーM・リーC・マルドナードD・ホワイトJ・カーターR・マリニクス | 3                  | 中                 | K・パケット        | 右                 | K・タパーニB・ハーパーK・ハーベックC・ノブロックM・パグリア · ルーロG・ギャグニーD・グラッデンK・パケットS・マックC・デービス |
| 4                        | 一                       | J・オルルド              | 左                       | J・グーズマンP・ボーダーズJ・オルルドR・アロマーK・グルーバーM・リーC・マルドナードD・ホワイトJ・カーターR・マリニクス | 4                  | 一                 | K・ハーベック      | 左                 | K・タパーニB・ハーパーK・ハーベックC・ノブロックM・パグリア · ルーロG・ギャグニーD・グラッデンK・パケットS・マックC・デービス |
| 5                        | 三                       | K・グルーバー            | 右                       | J・グーズマンP・ボーダーズJ・オルルドR・アロマーK・グルーバーM・リーC・マルドナードD・ホワイトJ・カーターR・マリニクス | 5                  | DH                 | C・デービス        | 両                 | K・タパーニB・ハーパーK・ハーベックC・ノブロックM・パグリア · ルーロG・ギャグニーD・グラッデンK・パケットS・マックC・デービス |
| 6                        | 左                       | C・マルドナード          | 右                       | J・グーズマンP・ボーダーズJ・オルルドR・アロマーK・グルーバーM・リーC・マルドナードD・ホワイトJ・カーターR・マリニクス | 6                  | 捕                 | B・ハーパー        | 右                 | K・タパーニB・ハーパーK・ハーベックC・ノブロックM・パグリア · ルーロG・ギャグニーD・グラッデンK・パケットS・マックC・デービス |
| 7                        | DH                       | R・マリニクス            | 左                       | J・グーズマンP・ボーダーズJ・オルルドR・アロマーK・グルーバーM・リーC・マルドナードD・ホワイトJ・カーターR・マリニクス | 7                  | 右                 | S・マック          | 右                 | K・タパーニB・ハーパーK・ハーベックC・ノブロックM・パグリア · ルーロG・ギャグニーD・グラッデンK・パケットS・マックC・デービス |
| 8                        | 捕                       | P・ボーダーズ            | 右                       | J・グーズマンP・ボーダーズJ・オルルドR・アロマーK・グルーバーM・リーC・マルドナードD・ホワイトJ・カーターR・マリニクス | 8                  | 三                 | M・パグリアルーロ  | 左                 | K・タパーニB・ハーパーK・ハーベックC・ノブロックM・パグリア · ルーロG・ギャグニーD・グラッデンK・パケットS・マックC・デービス |
| 9                        | 遊                       | M・リー                  | 両                       | J・グーズマンP・ボーダーズJ・オルルドR・アロマーK・グルーバーM・リーC・マルドナードD・ホワイトJ・カーターR・マリニクス | 9                  | 遊                 | G・ギャグニー      | 右                 | K・タパーニB・ハーパーK・ハーベックC・ノブロックM・パグリア · ルーロG・ギャグニーD・グラッデンK・パケットS・マックC・デービス |
| 先発投手                 | 先発投手                 | 先発投手                 | 投球                     | J・グーズマンP・ボーダーズJ・オルルドR・アロマーK・グルーバーM・リーC・マルドナードD・ホワイトJ・カーターR・マリニクス | 先発投手           | 先発投手           | 先発投手           | 投球               | K・タパーニB・ハーパーK・ハーベックC・ノブロックM・パグリア · ルーロG・ギャグニーD・グラッデンK・パケットS・マックC・デービス |
| J・グーズマン            | J・グーズマン            | J・グーズマン            | 右                       | J・グーズマンP・ボーダーズJ・オルルドR・アロマーK・グルーバーM・リーC・マルドナードD・ホワイトJ・カーターR・マリニクス | K・タパーニ        | K・タパーニ        | K・タパーニ        | 右                 | K・タパーニB・ハーパーK・ハーベックC・ノブロックM・パグリア · ルーロG・ギャグニーD・グラッデンK・パケットS・マックC・デービス |

### 第3戦 10月11日
- スカイドーム（カナダ オンタリオ州トロント）

|                          | 1 | 2 | 3 | 4 | 5 | 6 | 7 | 8 | 9 | 10 | R | H | E |
| ------------------------ | - | - | - | - | - | - | - | - | - | -- | - | - | - |
| ミネソタ・ツインズ       | 0 | 0 | 0 | 0 | 1 | 1 | 0 | 0 | 0 | 1  | 3 | 7 | 0 |
| トロント・ブルージェイズ | 2 | 0 | 0 | 0 | 0 | 0 | 0 | 0 | 0 | 0  | 2 | 5 | 1 |

1. 勝利：マーク・ガスリー（1勝）
2. セーブ：リック・アギレラ（2S）
3. 敗戦：マイク・ティムリン（1敗）
4. 本塁打
MIN：マイク・パグリアルーロ1号ソロ
TOR：ジョー・カーター1号ソロ
5. 審判
［球審］ロッキー・ロー
［塁審］一塁: ティム・ウェルキー、二塁: マイク・ライリー、三塁: ジム・マッキーン
［外審］左翼: ラリー・バーネット、右翼: マーク・ジョンソン
6. 試合開始時刻: 東部夏時間（UTC-4）午後8時38分  試合時間: 3時間36分  観客: 5万1454人
詳細: Baseball-Reference.com

| ミネソタ・ツインズ | ミネソタ・ツインズ | ミネソタ・ツインズ | ミネソタ・ツインズ | ミネソタ・ツインズ | トロント・ブルージェイズ | トロント・ブルージェイズ | トロント・ブルージェイズ | トロント・ブルージェイズ | トロント・ブルージェイズ                                                                                         |
| ------------------ | ------------------ | ------------------ | ------------------ | --- | ------------------------ | ------------------------ | ------------------------ | ------------------------ | --- |
| 打順               | 守備               | 選手               | 打席               | S・エリクソンJ・オルティーズK・ハーベックC・ノブロックS・レイアスG・ギャグニーD・グラッデンK・パケットS・マックC・デービス | 打順                     | 守備                     | 選手                     | 打席                     | J・キーP・ボーダーズJ・オルルドR・アロマーK・グルーバーM・リーC・マルドナードD・ホワイトJ・カーターR・マリニクス |
| 1                  | 左                 | D・グラッデン      | 右                 | S・エリクソンJ・オルティーズK・ハーベックC・ノブロックS・レイアスG・ギャグニーD・グラッデンK・パケットS・マックC・デービス | 1                        | 中                       | D・ホワイト              | 両                       | J・キーP・ボーダーズJ・オルルドR・アロマーK・グルーバーM・リーC・マルドナードD・ホワイトJ・カーターR・マリニクス |
| 2                  | 二                 | C・ノブロック      | 右                 | S・エリクソンJ・オルティーズK・ハーベックC・ノブロックS・レイアスG・ギャグニーD・グラッデンK・パケットS・マックC・デービス | 2                        | 二                       | R・アロマー              | 両                       | J・キーP・ボーダーズJ・オルルドR・アロマーK・グルーバーM・リーC・マルドナードD・ホワイトJ・カーターR・マリニクス |
| 3                  | 中                 | K・パケット        | 右                 | S・エリクソンJ・オルティーズK・ハーベックC・ノブロックS・レイアスG・ギャグニーD・グラッデンK・パケットS・マックC・デービス | 3                        | 右                       | J・カーター              | 右                       | J・キーP・ボーダーズJ・オルルドR・アロマーK・グルーバーM・リーC・マルドナードD・ホワイトJ・カーターR・マリニクス |
| 4                  | DH                 | C・デービス        | 両                 | S・エリクソンJ・オルティーズK・ハーベックC・ノブロックS・レイアスG・ギャグニーD・グラッデンK・パケットS・マックC・デービス | 4                        | 一                       | J・オルルド              | 左                       | J・キーP・ボーダーズJ・オルルドR・アロマーK・グルーバーM・リーC・マルドナードD・ホワイトJ・カーターR・マリニクス |
| 5                  | 右                 | S・マック          | 右                 | S・エリクソンJ・オルティーズK・ハーベックC・ノブロックS・レイアスG・ギャグニーD・グラッデンK・パケットS・マックC・デービス | 5                        | 三                       | K・グルーバー            | 右                       | J・キーP・ボーダーズJ・オルルドR・アロマーK・グルーバーM・リーC・マルドナードD・ホワイトJ・カーターR・マリニクス |
| 6                  | 一                 | K・ハーベック      | 左                 | S・エリクソンJ・オルティーズK・ハーベックC・ノブロックS・レイアスG・ギャグニーD・グラッデンK・パケットS・マックC・デービス | 6                        | 左                       | C・マルドナード          | 右                       | J・キーP・ボーダーズJ・オルルドR・アロマーK・グルーバーM・リーC・マルドナードD・ホワイトJ・カーターR・マリニクス |
| 7                  | 遊                 | G・ギャグニー      | 右                 | S・エリクソンJ・オルティーズK・ハーベックC・ノブロックS・レイアスG・ギャグニーD・グラッデンK・パケットS・マックC・デービス | 7                        | DH                       | R・マリニクス            | 左                       | J・キーP・ボーダーズJ・オルルドR・アロマーK・グルーバーM・リーC・マルドナードD・ホワイトJ・カーターR・マリニクス |
| 8                  | 捕                 | J・オルティーズ    | 右                 | S・エリクソンJ・オルティーズK・ハーベックC・ノブロックS・レイアスG・ギャグニーD・グラッデンK・パケットS・マックC・デービス | 8                        | 捕                       | P・ボーダーズ            | 右                       | J・キーP・ボーダーズJ・オルルドR・アロマーK・グルーバーM・リーC・マルドナードD・ホワイトJ・カーターR・マリニクス |
| 9                  | 三                 | S・レイアス        | 右                 | S・エリクソンJ・オルティーズK・ハーベックC・ノブロックS・レイアスG・ギャグニーD・グラッデンK・パケットS・マックC・デービス | 9                        | 遊                       | M・リー                  | 両                       | J・キーP・ボーダーズJ・オルルドR・アロマーK・グルーバーM・リーC・マルドナードD・ホワイトJ・カーターR・マリニクス |
| 先発投手           | 先発投手           | 先発投手           | 投球               | S・エリクソンJ・オルティーズK・ハーベックC・ノブロックS・レイアスG・ギャグニーD・グラッデンK・パケットS・マックC・デービス | 先発投手                 | 先発投手                 | 先発投手                 | 投球                     | J・キーP・ボーダーズJ・オルルドR・アロマーK・グルーバーM・リーC・マルドナードD・ホワイトJ・カーターR・マリニクス |
| S・エリクソン      | S・エリクソン      | S・エリクソン      | 右                 | S・エリクソンJ・オルティーズK・ハーベックC・ノブロックS・レイアスG・ギャグニーD・グラッデンK・パケットS・マックC・デービス | J・キー                  | J・キー                  | J・キー                  | 左                       | J・キーP・ボーダーズJ・オルルドR・アロマーK・グルーバーM・リーC・マルドナードD・ホワイトJ・カーターR・マリニクス |

### 第4戦 10月12日
- スカイドーム（カナダ オンタリオ州トロント）

|                          | 1 | 2 | 3 | 4 | 5 | 6 | 7 | 8 | 9 | R | H  | E |
| ------------------------ | - | - | - | - | - | - | - | - | - | - | -- | - |
| ミネソタ・ツインズ       | 0 | 0 | 0 | 4 | 0 | 2 | 1 | 1 | 1 | 9 | 13 | 1 |
| トロント・ブルージェイズ | 0 | 1 | 0 | 0 | 0 | 1 | 0 | 0 | 1 | 3 | 11 | 2 |

1. 勝利：ジャック・モリス（2勝）
2. 敗戦：トッド・ストットルマイヤー（1敗）
3. 本塁打
MIN：カービー・パケット1号ソロ
4. 審判
［球審］ティム・ウェルキー
［塁審］一塁: マイク・ライリー、二塁: ジム・マッキーン、三塁: ラリー・バーネット
［外審］左翼: マーク・ジョンソン、右翼: ロッキー・ロー
5. 試合開始時刻: 東部夏時間（UTC-4）午後8時25分  試合時間: 3時間15分  観客: 5万1526人
詳細: Baseball-Reference.com

| ミネソタ・ツインズ | ミネソタ・ツインズ | ミネソタ・ツインズ | ミネソタ・ツインズ | ミネソタ・ツインズ | トロント・ブルージェイズ | トロント・ブルージェイズ | トロント・ブルージェイズ | トロント・ブルージェイズ | トロント・ブルージェイズ |
| ------------------ | ------------------ | ------------------ | ------------------ | --- | ------------------------ | ------------------------ | ------------------------ | ------------------------ | --- |
| 打順               | 守備               | 選手               | 打席               | J・モリスB・ハーパーK・ハーベックC・ノブロックM・パグリア · ルーロG・ギャグニーD・グラッデンK・パケットS・マックC・デービス | 打順                     | 守備                     | 選手                     | 打席                     | T・ストットルマイヤーP・ボーダーズJ・オルルドR・アロマーK・グルーバーM・リーM・ウィルソンD・ホワイトC・マルドナードJ・カーター |
| 1                  | 左                 | D・グラッデン      | 右                 | J・モリスB・ハーパーK・ハーベックC・ノブロックM・パグリア · ルーロG・ギャグニーD・グラッデンK・パケットS・マックC・デービス | 1                        | 中                       | D・ホワイト              | 両                       | T・ストットルマイヤーP・ボーダーズJ・オルルドR・アロマーK・グルーバーM・リーM・ウィルソンD・ホワイトC・マルドナードJ・カーター |
| 2                  | 二                 | C・ノブロック      | 右                 | J・モリスB・ハーパーK・ハーベックC・ノブロックM・パグリア · ルーロG・ギャグニーD・グラッデンK・パケットS・マックC・デービス | 2                        | 二                       | R・アロマー              | 両                       | T・ストットルマイヤーP・ボーダーズJ・オルルドR・アロマーK・グルーバーM・リーM・ウィルソンD・ホワイトC・マルドナードJ・カーター |
| 3                  | 中                 | K・パケット        | 右                 | J・モリスB・ハーパーK・ハーベックC・ノブロックM・パグリア · ルーロG・ギャグニーD・グラッデンK・パケットS・マックC・デービス | 3                        | DH                       | J・カーター              | 右                       | T・ストットルマイヤーP・ボーダーズJ・オルルドR・アロマーK・グルーバーM・リーM・ウィルソンD・ホワイトC・マルドナードJ・カーター |
| 4                  | 一                 | K・ハーベック      | 左                 | J・モリスB・ハーパーK・ハーベックC・ノブロックM・パグリア · ルーロG・ギャグニーD・グラッデンK・パケットS・マックC・デービス | 4                        | 一                       | J・オルルド              | 左                       | T・ストットルマイヤーP・ボーダーズJ・オルルドR・アロマーK・グルーバーM・リーM・ウィルソンD・ホワイトC・マルドナードJ・カーター |
| 5                  | DH                 | C・デービス        | 両                 | J・モリスB・ハーパーK・ハーベックC・ノブロックM・パグリア · ルーロG・ギャグニーD・グラッデンK・パケットS・マックC・デービス | 5                        | 三                       | K・グルーバー            | 右                       | T・ストットルマイヤーP・ボーダーズJ・オルルドR・アロマーK・グルーバーM・リーM・ウィルソンD・ホワイトC・マルドナードJ・カーター |
| 6                  | 捕                 | B・ハーパー        | 右                 | J・モリスB・ハーパーK・ハーベックC・ノブロックM・パグリア · ルーロG・ギャグニーD・グラッデンK・パケットS・マックC・デービス | 6                        | 右                       | C・マルドナード          | 右                       | T・ストットルマイヤーP・ボーダーズJ・オルルドR・アロマーK・グルーバーM・リーM・ウィルソンD・ホワイトC・マルドナードJ・カーター |
| 7                  | 右                 | S・マック          | 右                 | J・モリスB・ハーパーK・ハーベックC・ノブロックM・パグリア · ルーロG・ギャグニーD・グラッデンK・パケットS・マックC・デービス | 7                        | 捕                       | P・ボーダーズ            | 右                       | T・ストットルマイヤーP・ボーダーズJ・オルルドR・アロマーK・グルーバーM・リーM・ウィルソンD・ホワイトC・マルドナードJ・カーター |
| 8                  | 三                 | M・パグリアルーロ  | 左                 | J・モリスB・ハーパーK・ハーベックC・ノブロックM・パグリア · ルーロG・ギャグニーD・グラッデンK・パケットS・マックC・デービス | 8                        | 遊                       | M・リー                  | 両                       | T・ストットルマイヤーP・ボーダーズJ・オルルドR・アロマーK・グルーバーM・リーM・ウィルソンD・ホワイトC・マルドナードJ・カーター |
| 9                  | 遊                 | G・ギャグニー      | 右                 | J・モリスB・ハーパーK・ハーベックC・ノブロックM・パグリア · ルーロG・ギャグニーD・グラッデンK・パケットS・マックC・デービス | 9                        | 左                       | M・ウィルソン            | 両                       | T・ストットルマイヤーP・ボーダーズJ・オルルドR・アロマーK・グルーバーM・リーM・ウィルソンD・ホワイトC・マルドナードJ・カーター |
| 先発投手           | 先発投手           | 先発投手           | 投球               | J・モリスB・ハーパーK・ハーベックC・ノブロックM・パグリア · ルーロG・ギャグニーD・グラッデンK・パケットS・マックC・デービス | 先発投手                 | 先発投手                 | 先発投手                 | 投球                     | T・ストットルマイヤーP・ボーダーズJ・オルルドR・アロマーK・グルーバーM・リーM・ウィルソンD・ホワイトC・マルドナードJ・カーター |
| J・モリス          | J・モリス          | J・モリス          | 右                 | J・モリスB・ハーパーK・ハーベックC・ノブロックM・パグリア · ルーロG・ギャグニーD・グラッデンK・パケットS・マックC・デービス | T・ストットルマイヤー    | T・ストットルマイヤー    | T・ストットルマイヤー    | 右                       | T・ストットルマイヤーP・ボーダーズJ・オルルドR・アロマーK・グルーバーM・リーM・ウィルソンD・ホワイトC・マルドナードJ・カーター |

### 第5戦 10月13日
- スカイドーム（カナダ オンタリオ州トロント）

|                          | 1 | 2 | 3 | 4 | 5 | 6 | 7 | 8 | 9 | R | H  | E |
| ------------------------ | - | - | - | - | - | - | - | - | - | - | -- | - |
| ミネソタ・ツインズ       | 1 | 1 | 0 | 0 | 0 | 3 | 0 | 3 | 0 | 8 | 14 | 2 |
| トロント・ブルージェイズ | 0 | 0 | 3 | 2 | 0 | 0 | 0 | 0 | 0 | 5 | 9  | 1 |

1. 勝利：デビッド・ウェスト（1勝）
2. セーブ：リック・アギレラ（3S）
3. 敗戦：デュアン・ウォード（1敗1S）
4. 本塁打
MIN：カービー・パケット2号ソロ
5. 審判
［球審］マイク・ライリー
［塁審］一塁: ジム・マッキーン、二塁: ラリー・バーネット、三塁: マーク・ジョンソン
［外審］左翼: ロッキー・ロー、右翼: ティム・ウェルキー
6. 試合開始時刻: 東部夏時間（UTC-4）午後4時9分  試合時間: 3時間29分  観客: 5万1425人
詳細: Baseball-Reference.com

| ミネソタ・ツインズ | ミネソタ・ツインズ | ミネソタ・ツインズ | ミネソタ・ツインズ | ミネソタ・ツインズ | トロント・ブルージェイズ | トロント・ブルージェイズ | トロント・ブルージェイズ | トロント・ブルージェイズ | トロント・ブルージェイズ |
| ------------------ | ------------------ | ------------------ | ------------------ | --- | ------------------------ | ------------------------ | ------------------------ | ------------------------ | --- |
| 打順               | 守備               | 選手               | 打席               | K・タパーニB・ハーパーK・ハーベックC・ノブロックM・パグリア · ルーロG・ギャグニーD・グラッデンK・パケットS・マックC・デービス | 打順                     | 守備                     | 選手                     | 打席                     | T・キャンディオッティP・ボーダーズJ・オルルドR・アロマーK・グルーバーM・リーM・ウィルソンD・ホワイトC・マルドナードJ・カーター |
| 1                  | 左                 | D・グラッデン      | 右                 | K・タパーニB・ハーパーK・ハーベックC・ノブロックM・パグリア · ルーロG・ギャグニーD・グラッデンK・パケットS・マックC・デービス | 1                        | 中                       | D・ホワイト              | 両                       | T・キャンディオッティP・ボーダーズJ・オルルドR・アロマーK・グルーバーM・リーM・ウィルソンD・ホワイトC・マルドナードJ・カーター |
| 2                  | 二                 | C・ノブロック      | 右                 | K・タパーニB・ハーパーK・ハーベックC・ノブロックM・パグリア · ルーロG・ギャグニーD・グラッデンK・パケットS・マックC・デービス | 2                        | 二                       | R・アロマー              | 両                       | T・キャンディオッティP・ボーダーズJ・オルルドR・アロマーK・グルーバーM・リーM・ウィルソンD・ホワイトC・マルドナードJ・カーター |
| 3                  | 中                 | K・パケット        | 右                 | K・タパーニB・ハーパーK・ハーベックC・ノブロックM・パグリア · ルーロG・ギャグニーD・グラッデンK・パケットS・マックC・デービス | 3                        | DH                       | J・カーター              | 右                       | T・キャンディオッティP・ボーダーズJ・オルルドR・アロマーK・グルーバーM・リーM・ウィルソンD・ホワイトC・マルドナードJ・カーター |
| 4                  | 一                 | K・ハーベック      | 左                 | K・タパーニB・ハーパーK・ハーベックC・ノブロックM・パグリア · ルーロG・ギャグニーD・グラッデンK・パケットS・マックC・デービス | 4                        | 一                       | J・オルルド              | 左                       | T・キャンディオッティP・ボーダーズJ・オルルドR・アロマーK・グルーバーM・リーM・ウィルソンD・ホワイトC・マルドナードJ・カーター |
| 5                  | DH                 | C・デービス        | 両                 | K・タパーニB・ハーパーK・ハーベックC・ノブロックM・パグリア · ルーロG・ギャグニーD・グラッデンK・パケットS・マックC・デービス | 5                        | 三                       | K・グルーバー            | 右                       | T・キャンディオッティP・ボーダーズJ・オルルドR・アロマーK・グルーバーM・リーM・ウィルソンD・ホワイトC・マルドナードJ・カーター |
| 6                  | 捕                 | B・ハーパー        | 右                 | K・タパーニB・ハーパーK・ハーベックC・ノブロックM・パグリア · ルーロG・ギャグニーD・グラッデンK・パケットS・マックC・デービス | 6                        | 右                       | C・マルドナード          | 右                       | T・キャンディオッティP・ボーダーズJ・オルルドR・アロマーK・グルーバーM・リーM・ウィルソンD・ホワイトC・マルドナードJ・カーター |
| 7                  | 右                 | S・マック          | 右                 | K・タパーニB・ハーパーK・ハーベックC・ノブロックM・パグリア · ルーロG・ギャグニーD・グラッデンK・パケットS・マックC・デービス | 7                        | 捕                       | P・ボーダーズ            | 右                       | T・キャンディオッティP・ボーダーズJ・オルルドR・アロマーK・グルーバーM・リーM・ウィルソンD・ホワイトC・マルドナードJ・カーター |
| 8                  | 三                 | M・パグリアルーロ  | 左                 | K・タパーニB・ハーパーK・ハーベックC・ノブロックM・パグリア · ルーロG・ギャグニーD・グラッデンK・パケットS・マックC・デービス | 8                        | 遊                       | M・リー                  | 両                       | T・キャンディオッティP・ボーダーズJ・オルルドR・アロマーK・グルーバーM・リーM・ウィルソンD・ホワイトC・マルドナードJ・カーター |
| 9                  | 遊                 | G・ギャグニー      | 右                 | K・タパーニB・ハーパーK・ハーベックC・ノブロックM・パグリア · ルーロG・ギャグニーD・グラッデンK・パケットS・マックC・デービス | 9                        | 左                       | M・ウィルソン            | 両                       | T・キャンディオッティP・ボーダーズJ・オルルドR・アロマーK・グルーバーM・リーM・ウィルソンD・ホワイトC・マルドナードJ・カーター |
| 先発投手           | 先発投手           | 先発投手           | 投球               | K・タパーニB・ハーパーK・ハーベックC・ノブロックM・パグリア · ルーロG・ギャグニーD・グラッデンK・パケットS・マックC・デービス | 先発投手                 | 先発投手                 | 先発投手                 | 投球                     | T・キャンディオッティP・ボーダーズJ・オルルドR・アロマーK・グルーバーM・リーM・ウィルソンD・ホワイトC・マルドナードJ・カーター |
| K・タパーニ        | K・タパーニ        | K・タパーニ        | 右                 | K・タパーニB・ハーパーK・ハーベックC・ノブロックM・パグリア · ルーロG・ギャグニーD・グラッデンK・パケットS・マックC・デービス | T・キャンディオッティ    | T・キャンディオッティ    | T・キャンディオッティ    | 右                       | T・キャンディオッティP・ボーダーズJ・オルルドR・アロマーK・グルーバーM・リーM・ウィルソンD・ホワイトC・マルドナードJ・カーター |